# Конечны, Лукаш
Лукаш Конечны (родился 19 июля 1978 года) — чешский боксёр-профессионал, выступающий в супер-полусредней весовой категории (до 69,9 кг). Чемпион Европы (EBU 2010—2011), временный чемпион мира (WBO 2012). двукратный бронзовый призёр чемпионатов мира 1997 и 1999 годов.

## Любительская карьера
На любительском ринге Лукаш Конечны впервые провёл поединок в 14 лет. 9 раз принимал участие на чемпионате Чехии 4 раза в детской категории и 5 раз среди юниоров. В 1995 году завоевал серебро на чемпионате Европы среди юниоров. Завоевал бронзу на чемпионате мира в Будапеште в 1997 году. Через 2 года на чемпионате мира в Техасе так же взял бронзу.

## Профессиональная карьера
Дебютировал Лукаш Конечны на профессиональном ринге в 2001 году в супер-полусреднем весе.
В апреле 2002 года завоевал интернациональный титул чемпиона Германии. В сентябре 2002 года защитил титул против непобеждённого армянина Корена Гевора (11-0). В бою было получено рассечение и техническим решением победил Лукаш Конечны. Был назначен реванш, в котором чешский боксёр победил Гевора нокаутом.
В июле 2004 года защитил титул, победив по очкам россиянина Мурада Махмудова (12-1). Через 2 месяца в поединке за титул EBU-EU, потерпел первое поражение в очень конкурентном бою; раздельным решением судей проиграл испанцу Рубену Варону (24-3).
20 сентября 2005 года нокаутировал в третьем раунде бразильца Андерсона Клейтона (19-3).
В марте 2006 года встретился с итальянцем Мишеле Пиккирилло (44-3) в поединке за вакантный титул чемпиона Европы EBU. Лукаш Конечны отправил во втором раунде итальянца в нокдаун, но Пиккирилло переломил ход боя и выиграл его по очкам.
В мае 2006 года Лукаш Конечны победил по очкам хорвата Анте Билика (15-0) и завоевал интерконтинентальные титулы чемпиона мира по версиям IBF и WBO.
В мае 2007 года победил украинца Романа Джумана (23-3).
26 апреля 2008 года проиграл украинцу Сергею Дзинзуруку в поединке за титул чемпиона мира по версии WBO.
В марте 2009 года победил француза Джимми Коласа (26-4) и завоевал титул чемпиона Европы по версии EBU-EU.
В декабре 2009 года завоевал титул чемпиона Чехии.
В августе 2010 года нокаутировал британца Мэттью Холла (23-2) и завоевал титул чемпиона Европы по версии EBU. Защитил титул против боксёра из Армении Гамлета Петросяна (29-6) и француза Суххсейна Байрама (34-3).
В апреле 2012 года нокаутировал француза Салим Ларби (16-1-2) и завоевал титул временного чемпиона мира по версии WBO.

### 6 октября 2012 года.Заурбек Байсангуров — Лукаш Конечны
|                  | | |
| Соперник         | Заурбек Байсангуров                                                                                            | Заурбек Байсангуров                                                                                            |
| Место проведения | Дворец спорта, Киев, Украина                                                                                   | Дворец спорта, Киев, Украина                                                                                   |
| Результат        | Победа Байсангурова единогласным решением судей.                                                               | Победа Байсангурова единогласным решением судей.                                                               |
| Статус           | Бой за титул чемпиона мира по версиям WBO и IBO в первом среднем весе, 2-я защита Байсангурова. (до 69,855 кг) | Бой за титул чемпиона мира по версиям WBO и IBO в первом среднем весе, 2-я защита Байсангурова. (до 69,855 кг) |
| Рефери           | Хенаро Родригес                                                                                                | Хенаро Родригес                                                                                                |
| Счёт судей       | Миккей Ванн: (119-109); Матте Монтелла: (117-111); Лансен Омга: (118-110) Все в пользу Байсангурова            | Миккей Ванн: (119-109); Матте Монтелла: (117-111); Лансен Омга: (118-110) Все в пользу Байсангурова            |
| Трансляция       | Россия-2, Интер                                                                                                | Россия-2, Интер                                                                                                |
| Промоутер        | K2 East Promotions                                                                                             | K2 East Promotions                                                                                             |
|                  | Байсангуров | Конечны |
| Вес              | 69,700 кг. | 69,750 кг. |

В октябре 2012 года, Заурбек Байсангуров вышел на ринг с обязательным претендентом, временным чемпионом, чехом, Лукашем Конечны. Первый раунд вышел с небольшим преимуществом Лукаша, но в конце раунда, Зауру удалась небольшая успешная серия ударов. В начале второго раунда Конечно провёл очень сильный правый кросс который немного потряс Байсангурова. Концовка так же была яркой со стороны обоих боксёров, с разменом ударов в ближней дистанции. Третий раунд так же был в открытой борьбе с небольшим преимуществом претендента. В четвёртом раунде Байсангуров выровнял бой, сократив преимущество чеха. В пятом раунде Лукаш снова взял инициативу, больше наступал и наносил точные удары. В шестом раунде чех ещё больше закрепил инициативу хозяина ринга. Хотя более жёсткие но менее частые атаки чемпиона, так же достигали своих целей. В конце седьмого раунда началась сказываться усталость Лукаша, и концовку седьмого раунда Байсангуров провёл удачной серией, которая потрясла Конечны, и перед гонгом Лукаш безуспешно попытался взять реванш за пропущенную серию. Восьмой раунд прошёл так же ярко и открыто, но преимущество Конечны несмотря на его скорость уже не было заметным. Казалось он сам себя вымотал за первую половину боя. Девятый раунд прошёл снова открыто с разменом. Заур много пропускал, но выглядел свежо и бодро. Концовка раунда завершилась удачной атакой чеченского боксёра. В десятом раунде Заур провёл несколько удачных атак и был более убедительней чешского претендента. Одиннадцатый раунд прошёл так же с преимуществом Байсангурова, который принял открытый бой с Лукашем Конечны. В начале финального раунда Заур рассёк левую бровь Лукашу, и в середине раунда рефери приостановил бой, но врач не возразил продолжить бой. До конца поединка Байсангуров контролировал бой и уверенно взял раунд. После гонга оба боксёра победно подняли руки. Судейское решение не подтвердило яркости боя и доминирования чеха в начальных раундах, но учитывая состояние обоих боксёров под занавес боя, преимущество и доминирование россиянина было очевидным. Байсангуров в тяжёлом бою защитил титул чемпиона мира.
23 марта 2013 года Конечны победил по очкам француза Карима Ачора.